# Belonanthus hispidus
Belonanthus hispidus là một loài thực vật có hoa trong họ Kim ngân. Loài này được (Wedd.) Graebn. mô tả khoa học đầu tiên năm 1906.